# Storekeeper
Im klassischen Schiffsbetrieb war Storekeeper die Bezeichnung für eine Funktion auf größeren Handelsschiffen, in Landbetrieben zu vergleichen mit einer Kombination von Lagerverwalter und Meister.
Der Storekeeper war in der Regel dem 1. Ingenieur unterstellt, der im Bereich der Maschinenanlagen für alle Arbeiten zuständig war. Der Storekeeper wiederum leitete die Motorenwärter (Öler) und Reiniger (Schmierer) an und beaufsichtigte deren Arbeiten. Im klassischen Schiffsbetrieb trafen sich die Motorenwärter und Reiniger morgens um 06:00 oder um 08:00 mit dem Storekeeper im Maschinenstore bzw. der Maschinenwerkstatt zur Arbeitsbesprechung. Hier wurden die Arbeiten eingeteilt und bei aufwändigen, komplizierten Arbeiten war auch der 1. Ingenieur dabei, der von 04:00 bis 08:00 seine Wache ging. Der Storekeeper, die Motorenwärter und die Reiniger arbeiteten normalerweise im Tagesdienst, je nach Arbeitsanfall von 06:00 (08:00) bis 17:00 (18:00) und waren für alle anfallenden Wartungs-, Überholungs- und Reparaturarbeiten im Maschinenbereich zuständig.